# Allomorphia parvifolia
Allomorphia parvifolia är en tvåhjärtbladig växtart som beskrevs av Carlo Hansen. Allomorphia parvifolia ingår i släktet Allomorphia och familjen Melastomataceae. Inga underarter finns listade i Catalogue of Life.